# Давидзон Яків Борисович

Барельєф на будинку в Києві, де мешкав фотомитець

Я́ків Бори́сович Давидзо́н (27 лютого 1912 , Муровані Курилівці, Ушицький повіт, Подільська губернія, Російська імперія  — 26 січня 1998 , Вустер, Массачусетс ) — український фотомитець. Заслужений журналіст України (1987), заслужений працівник культури України, лауреат Державної премії України ім. Т. Г. Шевченка (1977).

## Біографія
Народився 27 лютого 1912 р. в селі Муровані Курилівці Вінницької області в бідній багатодітній єврейській родині. По закінченні школи переїхав до Києва, де влаштувався столяром на меблеву фабрику імені Боженка.
Одного разу на день народження дружина подарувала Давидзону фотоапарат «Фотокор» і це стало його захопленням. 12 грудня 1937 року під час проведення виборів до Верховної Ради СРСР, зробив декілька фотознімків на виборчій дільниці заводу «Ленінська кузня». Одна з цих світлин була надрукована в вечірній газеті і це стало дебютом митця. Незабаром Давидзон стає позаштатним кореспондентом вечірки, а згодом його запросили на постійну роботу в газету «Колгоспник України».
Учасник Німецько-радянської війни з перших днів. Спочатку воював у складі 169-ї стрілецької дивізії, а згодом був зарахований кореспондентом газети «За Радянську Україну» Південно-Західного фронту, редактором якої був полковий комісар Микола Бажан, а членами редакційної колегії — Олександр Корнійчук та Ванда Василевська.
У 1942 році перекинутий у ворожий тил, перебував у партизанському з'єднанні Миколи Попудренка, згодом в з'єднаннях Олексія Федорова та Сидора Ковпака. За цей час створив безліч унікальних фотопортретів визначних українських партизанів, оригінальні знімки побуту і бойових операцій народних месників.
Після закінчення війни майже 50 років працював фотокореспондентом республіканської газети «Радянська Україна». Багато знімав українських кінематографістів, політиків, космонавтів. Автор ряду фотоальбомів та книг.
З 1994 р. жив у м. Вустері (США). До 50-річчя Перемоги організував у США фотовиставку своїх робіт. Отримав звання почесного доктора одного з університетів США.
Помер 26 січня 1998 р. у м. Вустер (США).

## Нагороди
- орден Червоного Прапора
- орден Вітчизняної війни 2-го ступеня
- орден Знак Пошани
- медалі
- Шевченківська премія
- премія імені Миколи Островського
- Заслужений журналіст УРСР
- Заслужений працівник культури України